# Livre velu
Le Livre velu, cartulaire municipal de Libourne, fut commandé par la Jurade municipale entre 1392 et 1479 pour matérialiser le pouvoir identitaire et politique de la commune. Appartenant au fonds d'archives de la Ville de Libourne, ce manuscrit est conservé, sous la cote Ms. AA1, dont il est une des pièces les plus précieuses. Son surnom de Livre velu fait référence à la chemise de la reliure, ajoutée pour protéger la peau tannée.

## Historique
À la suite de la francisation de l'Aquitaine, devenant la Guyenne française en 1451, la Jurade de la ville de Libourne a groupé les chartes et privilèges créés depuis la fondation de la bastide en 1270, afin de conserver et légitimer les droits obtenus sous la souveraineté anglaise. Les jurats étaient principalement des riches marchands liés au commerce fluvial et maritime, siégeant au conseil municipal sous l'Ancien Régime, et cette commande de cartulaire municipal témoigne du pouvoir oligarchique de la ville libournaise.
La propriété sur le cartulaire a par ailleurs été revendiquée pour la première fois en 1476 par Johan Decazes (f°1v), puis par les maires successifs dont Bertrand de Sauvanelle (f°21r) en 1479. Depuis, le cartulaire est resté conservé à Libourne. Il était initialement stocké dans la Tour des Archives, mais son usage quotidien voire journalier a permis sa conservation du fait de son utilisation hors de la Tour des Archives lors du pillage et de l'incendie de la dite tour en 1548. Cet incendie a notamment détruit les originaux des chartes et les anciens privilèges octroyés par les rois d'Angleterre à la ville. En 1605, leur importance fut rendue par des lettres patentes d'Henri IV.
Sa conservation a fait l'objet de plusieurs inventaires non menés à bien ou non conservés depuis 1602. En 1719 sont constatés la soustraction de certains comptes et de nombreuses pertes ont lieu jusque 1756. Le dernier en date, le plus exhaustif, est celui de J.-B Burgade.
En 2009, une numérisation du Livre velu a été enregistrée sur la bibliothèque numérique de l'IRHT. Elle est complétée par la numérisation de 2024 effectuée par les Archives municipales de Libourne dont la mise en ligne est prévue pour 2025.

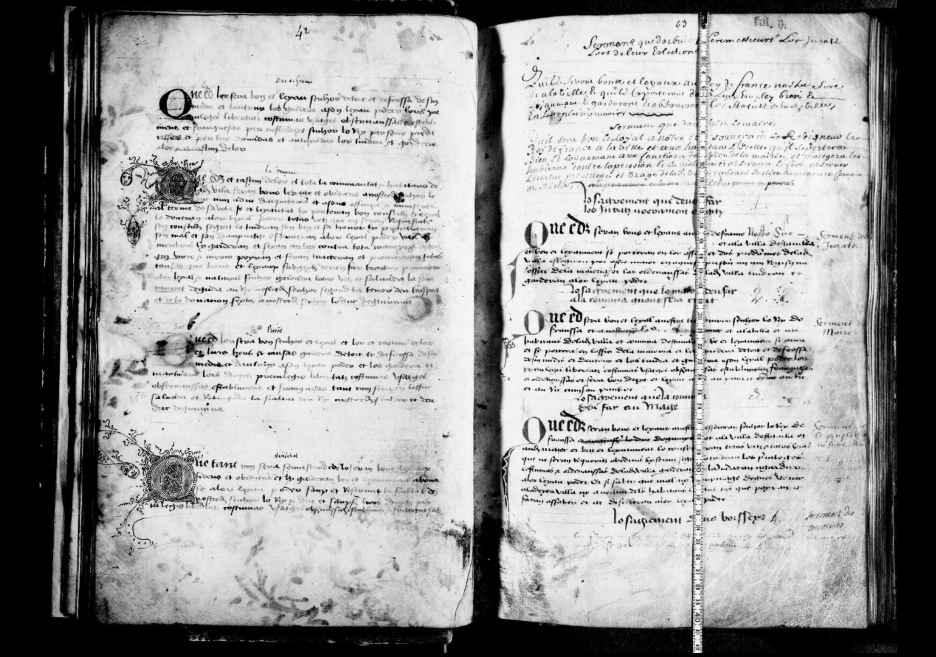
Livre velu f°1v et f°2r, 2009 (AM Libourne, AA1)
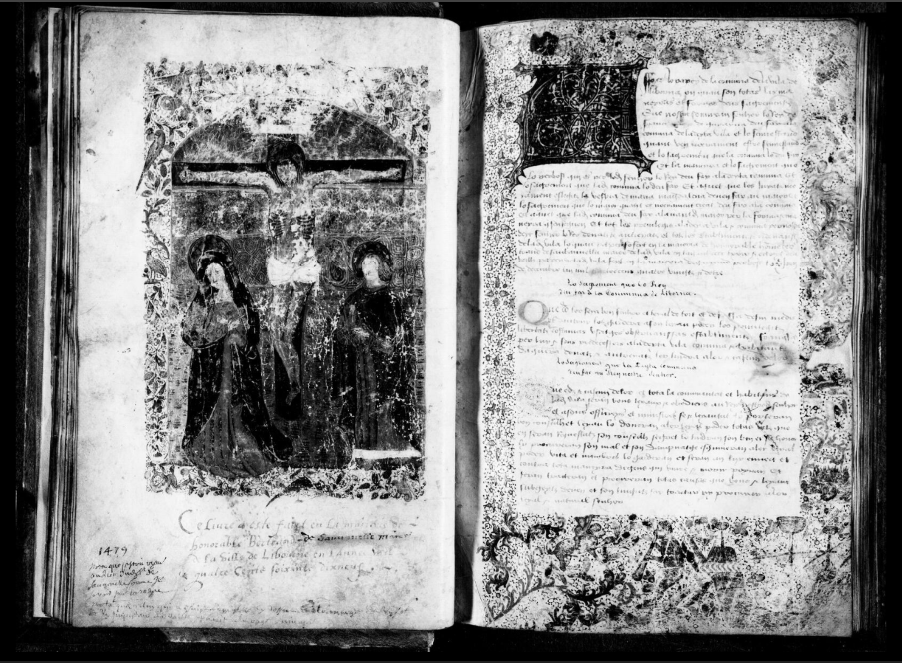
Livre velu f°20v et f°21r, 2009 (AM Libourne, AA1)
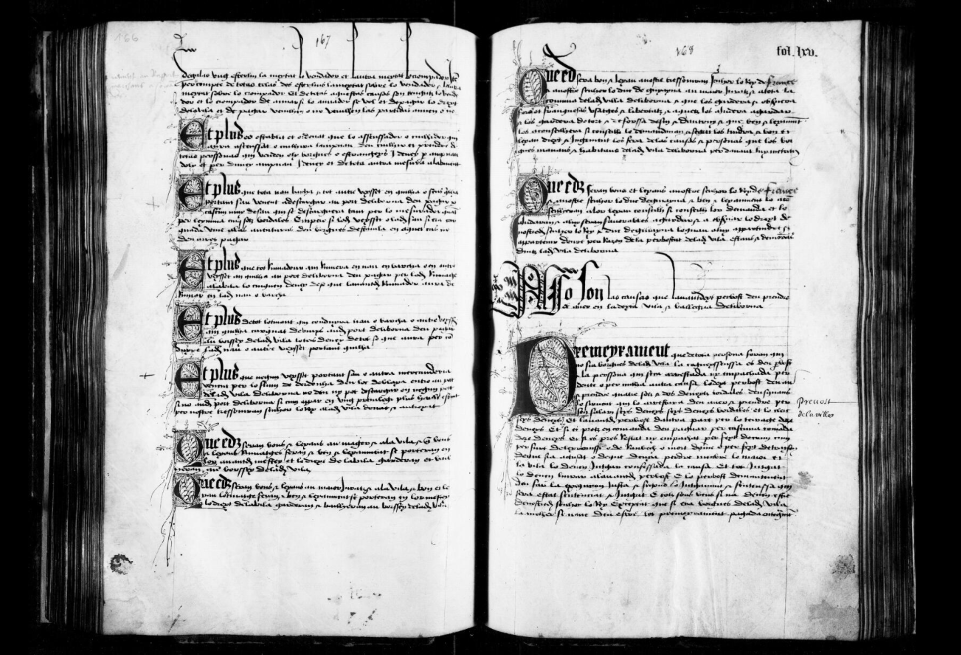
Livre velu f°93v et f°94r, 2009 (AM Libourne, AA1)

## Description technique

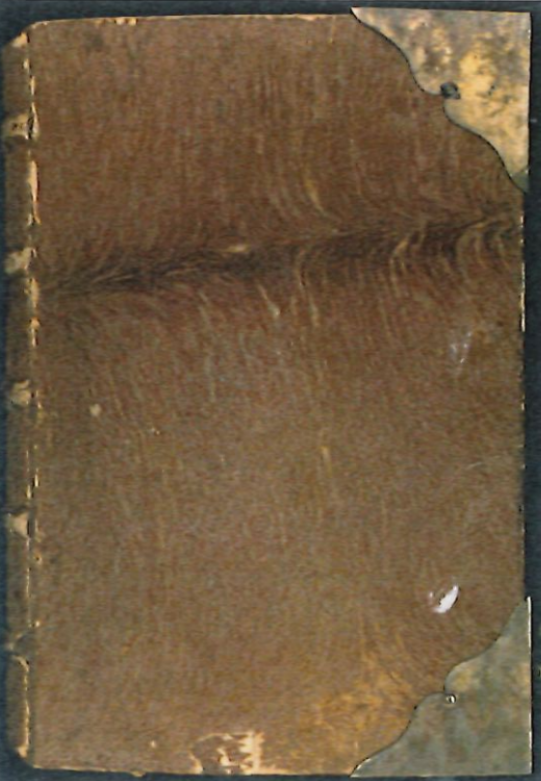
Chemise du recto du Livre velu, 2011, Libourne (AM Libourne, AA1)

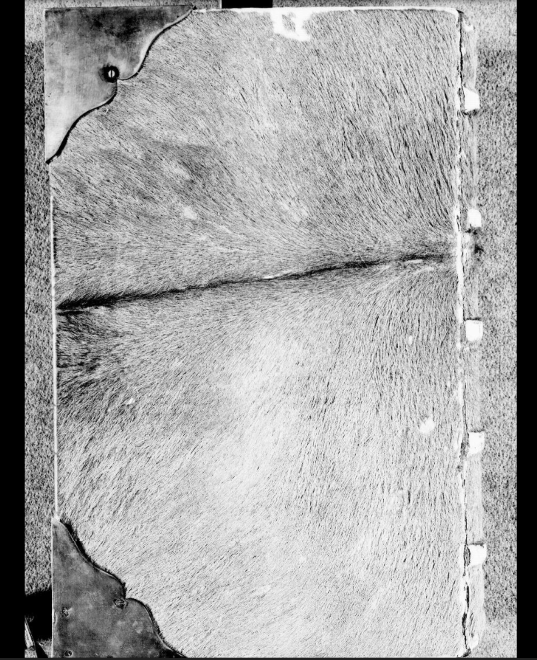
Chemise du verso du Livre velu, 2009, Libourne (AM Libourne, AA1)

La chemise du Livre velu est une seconde couvrure destinée à protéger la première. Changée en 1619, elle est en peau non rasée qui conserve la couleur fauve des poils de la chèvre ou du veau mort-né ayant servi pour cette reliure de grand format. Les feuillets sont en vélin, également en peau de veau mort-né. L'utilisation d'une peau aussi exceptionnelle est extrêmement rare pour un cartulaire laïc. Cette peau d'exception était prisée en raison de sa finesse et de sa blancheur.
Son format en codex rectangulaire vertical possède des bifeuillets de parchemin pliés, soit un pliage in-folio, communément aux manuscrits enluminés de grand format. Son plat est protégé dans les angles par quatre coins métalliques, et sa fermeture est assurée par deux boulons et deux fermoirs en métal.

## Contenu du cartulaire
Ce manuscrit est rédigé en latin, en français et en gascon. Il est composé de 161 feuillets regroupés en 23 cahiers distincts qui contiennent les chartes, les anciens privilèges accordés à la ville par les rois d'Angleterre, un calendrier et des documents administratifs. Le cartulaire est régi par un agencement thématique et hiérarchique, où les documents qui le composent ont souvent été réorganisés pour faciliter son utilisation, de l'ordre du quotidien par le Maire, un des Jurats ou un Procureur-Syndic. Son usage quotidien est directement lié aux audiences tenues par la Jurade municipale.
Le cartulaire comporte : 
- Les chartes de fondation : Elles précisent comment la ville a été établie, notamment par Édouard Ier d'Angleterre en 1270.
- Les privilèges commerciaux : Les habitants de Libourne jouissaient de droits particuliers, comme l'exemption de certains impôts, le droit de tenir des marchés et foires, et des avantages sur les routes commerciales fluviales de la Dordogne.
- Les règlements municipaux : Ces documents décrivent comment la ville était administrée, notamment le rôle des consuls et les responsabilités des citoyens.
- Les relations féodales : Le cartulaire détaille les liens entre Libourne et ses suzerains, en l’occurrence la couronne anglaise, souveraine pendant deux siècles de la Guyenne.

## Autres cartulaires en Guyenne
En 2011, quarante-quatre cartulaires étaient recensés en Guyenne, dont treize en Aquitaine et trente-et-un en Midi-Pyrénées. Peu de cartulaires de Guyenne ont été numérisés et l'appellation de certains cartulaires n'est pas connue, tandis que quatre villes possèdent plusieurs cartulaires : Bordeaux, Dax, Cahors et Montauban.

## Expositions du Cartulaire de Libourne
Lors de deux expositions, le cartulaire a été présenté ouvert au f°20v et f°21r, en raison du rôle de sacralisation de la jurade sur ces feuillets. Le f°20v est une page juratoire, où chaque prêteur de serment devait apposer la main sur le folio de parchemin. Sur la scène de crucifixion, le visage de l'apôtre Jean est d'ailleurs dépersonnalisé, probablement, selon Nathalie Crouzier-Roland, dans le but d'incarner les membres de la jurade tout entière lors des serments.

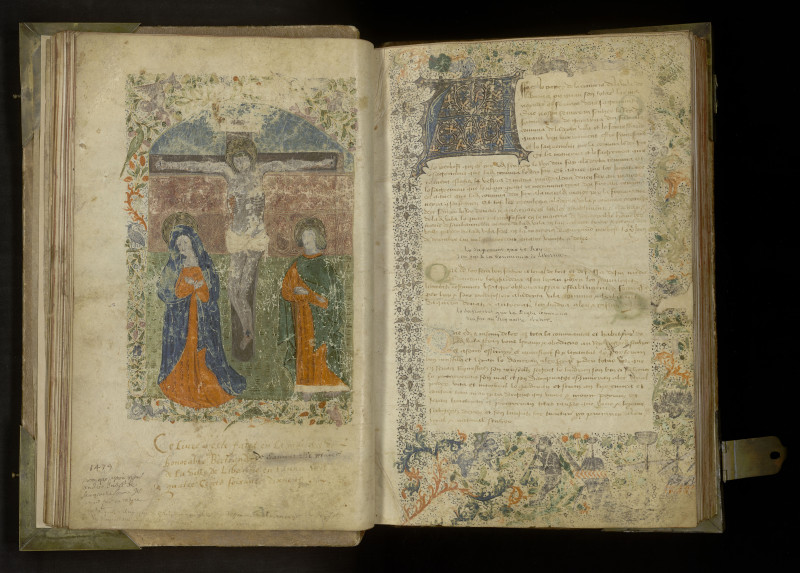
Exposition du Livre velu, f°20v, scène de crucifixion pour prêter serments aux jurats.f°21r, transcription de la revendication de la paternité du codex par Bertrand de Sauvanelle, maire en 1479, Bordeaux, Archives départementales de la Gironde, 2024, (AM Libourne, AA1)

- " Villes en Gironde au Moyen Âge ", exposition temporaire aux Archives départementales de la Gironde, du 28 novembre 2023 au 7 avril 2024. La collaboration des Archives départementales de la Gironde et de l'université Bordeaux Montaigne[4] a permis de valoriser l'histoire et les vestiges du bâti médiéval Girondins et Bordelais. Le programme de valorisation autour de l'exposition a notamment permis à la Société archéologique de Bordeaux d'organiser six cours public intitulés " Patrimoine archéologique des villes médiévales en Gironde" du 5 février au 11 mars 2024, et de valoriser les villes médiévales de girondes, Sainte-Foy-la-Grande, Saint-Macaire, Saint-Émilion, Rions et La Réole[5].

- " Libourne, toute une histoire : De l'Antiquité à nos jours " à la Chapelle du Carmel de Libourne, du 12 mars au 22 mai 2022 . Cette exposition a été organisée par les services de la ville de Libourne (direction du projet urbain, archives, musée des Beaux-Arts), la Société Historique et Archéologique de Libourne et l’illustrateur Jacques Boireau[6].

#### Ouvrages généraux
- Chastang, Pierre. Cartulaires, cartularisation et scripturalité médiévale : la structuration d'un nouveau champ de recherche. In: Cahiers de civilisation médiévale, 49e année (n°193), Janvier-mars 2006. La médiévistique au XXe siècle. Bilan et perspectives, sous la direction de Martin Aurell . pp. 21-31 [lire en ligne]

- Gauvard, Claude (dir.), Alain de Libera, Michel Zink. Dictionnaire du Moyen Âge, Paris, Presses universitaires de France, 2002, pp. 224-225

- Dubourg, André. Les Bastides d'Aquitaine : histoire et institutions. Éditions Sud-Ouest, 1998.

- Biget, Jean-Louis. « Les villes du Midi de la France au Moyen Âge ». Panoramas urbains, édité par Jean-Louis Biget et Jean-Claude Hervé, ENS Éditions, 1995 [lire en ligne]

#### Ouvrages spécialisés
- Crouzier-Roland, Nathalie. Un cartulaire municipal matérialisant une communauté et une “parole de ville” : le Livre Velu de Libourne. Les statuts communaux vus de l’intérieur dans les sociétés méditerranéennes de l’Occident (xiie-xve siècle), édité par Didier Lett, Éditions de la Sorbonne, 2019 [lire en ligne]

- Crouzier-Roland, Nathalie. L’affirmation d’un pouvoir communal et des aspirations mémorielles d’une famille : le cartulaire municipal de Libourne. In: Annales du Midi : revue archéologique, historique et philologique de la France méridionale, Tome 129, N°298, 2017. pp. 165-185 [lire en ligne]

- Poumeau, Camille. Le livre Velu, cartulaire municipal de Libourne : Etude d’une bastide médiévale. Mémoire de Master 2, 2011

- Le Blévec, Daniel, éditeur. Les Cartulaires méridionaux. Publications de l’École nationale des chartes, 2006 [lire en ligne]

- Morand, Pierre. Libourne, cité médiévale. Librairie académique Perrin, 2005

#### Jurade
- Jurade de Bordeaux

#### Cartulaire municipal
- Livre des Bouillons